# Dam Jaarsma

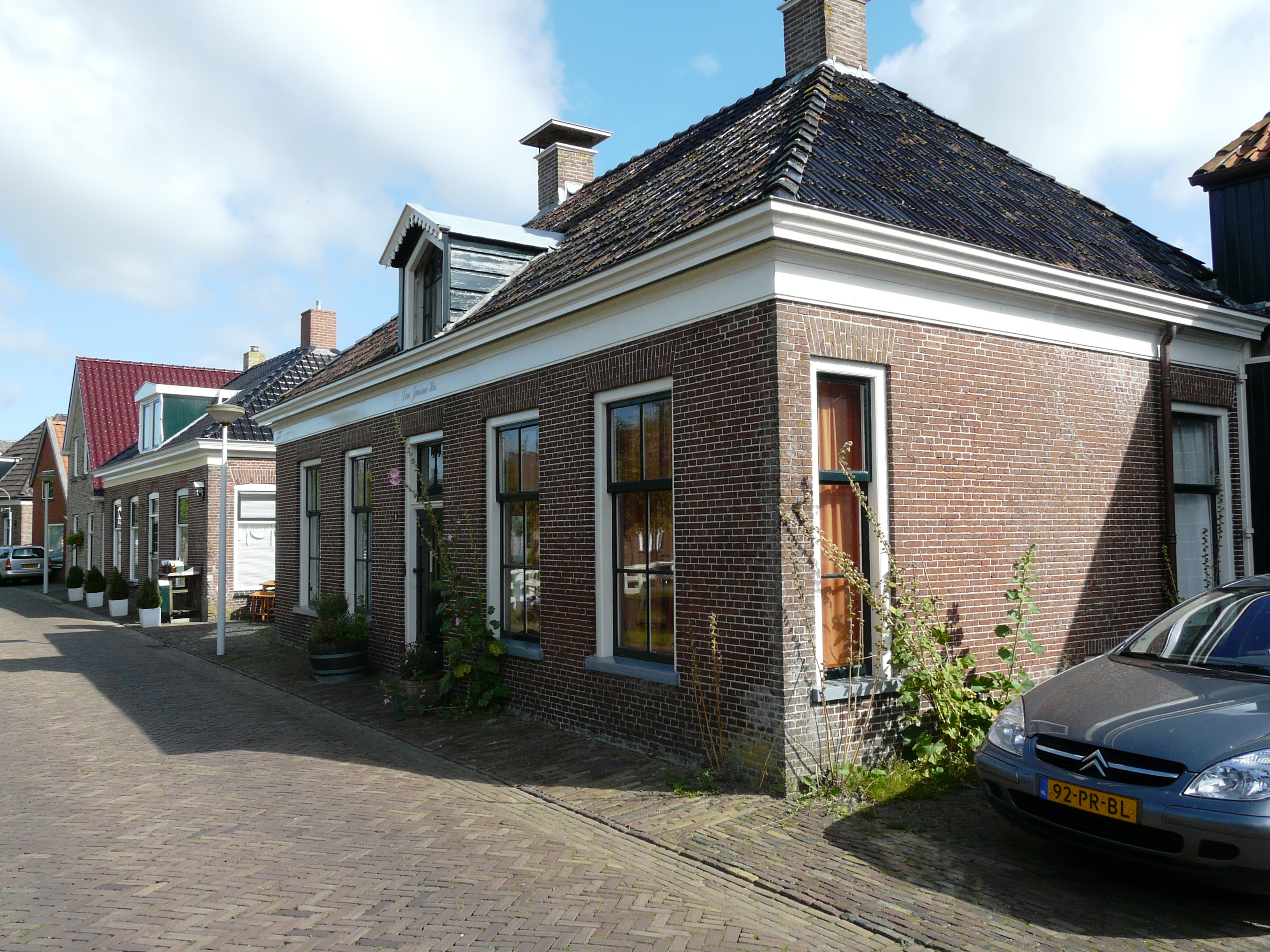
Het Dam Jaarsma hûs aan de E.M. Beimastrjitte in Oostermeer, het geboortehuis van Dam Jaarsma

Adam Aukes (Dam) Jaarsma (Oostermeer, 29 juli 1914 - Drachten, 10 juli 1991) was een Fries schrijver, dichter en verhalenverzamelaar.
Jaarsma was een zoon van Auke Adams Jaarsma, veehouder in Oostermeer, en van Hinke Okkes Bosgra. Hij studeerde theologie aan de Rijksuniversiteit Groningen. Vanwege de Tweede Wereldoorlog heeft hij zijn studie niet voltooid. Hij werd hulppredikant en godsdienstleraar in Delfzijl, maar keerde spoedig terug naar zijn geboorteplaats Oostermeer. Naast vrijzinnig-hervormd hulppredikant ontwikkelde hij zich tot een Friestalig schrijver en dichter. In 1954 ontving hij voor zijn gedicht Allinne de Rely Jorritsmapriis, een Friese literatuurprijs, die in dat jaar voor het eerst werd toegekend. In 1989 ontving hij de erepenning van de gemeente Tietjerksteradeel. Zijn geboortehuis (zie afbeelding) werd naar hem het Dam Jaarsmahûs genoemd.
Naast schrijver en dichter was Jaarsma ook een verzamelaar van oude volksverhalen. Zijn opdrachtgever was het Volkskundebureau van de Koninklijke Nederlandse Akademie van Wetenschappen (KNAW), sinds 1998 het Meertens Instituut), een instituut dat bekend is geworden door het werk Het Bureau van Voskuil. In "Het Bureau" wordt Dam Jaarsma opgevoerd onder de naam J.J. Damsma. Jaarsma legde de hand op ruim 15.000 volksverhalen, merendeels afkomstig uit het gebied van de Friese Wouden in het oosten van de provincie Friesland.
Jaarsma overleed in juli 1991 in ziekenhuis Nij Smellinghe te Drachten